# Porstjärnen (Borgviks socken, Värmland)
Porstjärnen är en sjö i Grums kommun i Värmland och ingår i Göta älvs huvudavrinningsområde. Sjön har en area på 0,106 kvadratkilometer och ligger 115,1 meter över havet.

## Delavrinningsområde
Porstjärnen ingår i det delavrinningsområde (657487-133651) som SMHI kallar för Mynnar i Vänern. Medelhöjden är 106 meter över havet och ytan är 28,42 kvadratkilometer. Det finns inga avrinningsområden uppströms utan avrinningsområdet är högsta punkten. Valneviksälven som avvattnar avrinningsområdet har biflödesordning 3, vilket innebär att vattnet flödar genom totalt 3 vattendrag innan det når havet efter 255 kilometer. Avrinningsområdet består mestadels av skog (85 procent). Avrinningsområdet har 0,69 kvadratkilometer vattenytor vilket ger det en sjöprocent på 2,4 procent.